# Хирургичен робот да Винчи
Хирургичен робот да Винчи (на английски: da Vinci Surgical System) е роботизирана хирургична система на фирмата Intuitive Surgical от Калифорния, с която се извършват операции основно в областта на урологията и гинекологията.
Роботът е назован на Леонардо да Винчи. 

## История
Хирургическият робот да Винчи е разработен през 80-те години за целите на американската армия с цел да осигури възможността за извършване на хирургични операции при военнополеви условия чрез дистанционно управление. Много скоро намира цивилно приложение. Първоначално е използван за операции на сърцето, след това в урологията. През 2008 г. в САЩ 77% от операциите на простата са извършени от 600 системи Да Винчи. През 2011 г. в САЩ има 1400 операционни робота, а в Германия – 52 броя. През септември 2017 г. в света има 4271 машини, от които 2770 в САЩ, 719 в Европа, 561 в Азия и 221 на други места..

## Компоненти
Операционната система се състои от конзола (пулт за управление), при която работи хирургът, и операционен робот с четири ръце. Една от ръцете държи видеокамерата, предаваща изображението на оперирания участък, другите две в реално време възпроизвеждат движенията на хирурга, а четвъртата ръка изпълнява функциите на асистент на хирурга. На конзолата операторът получава една увеличена 3D картина и може да направлява в реално време ръцете на робота и инструментите при петкратно намаляване на разстоянията. Взети са мерки неволните движения като трепване да се изглаждат. Камерната система с 10-кратно увеличение предава и фини структури, като нерви и съдове. Операционният робот не може да бъде програмиран и не изпълнява собствени движения. Малките сменяеми инструменти на края на ръцете на робота са разработени специално за системата и могат да се движат със седем степени на свобода – повече, отколкото може човешката ръка.

## Предимства и недостатъци

### Предимства за пациента
Основно това са предимствата на минимално инвазивната хирургия:
- Малки външни разрези (обикновено 1,5 до 2 cm)
- Малка загуба на кръв
- Бързо заздравяване на раните

### Предимства за оператора
- Намаляване на напрежението на тялото, ръцете и главата по време на продължаващата понякога с часове операция.
- Увеличената картина на органите и инструментите
- Подчинени и изчистени движения на инструментите

### Недостатъци
- Големи начални разходи при закупуване
- Високи производствени разходи
- Необходимо време за обучение на оператора

## В България
В България работят пет робота „Да Винчи“: два в Плевен (с тях се правят урологични и гинекологични операции), два в София (в болница „Доверие“ и в „Аджъбадем Сити клиник Токуда болница“) и един в УМБАЛ „Света Марина“ – Варна.